# Nederlands kampioenschap tafeltennis 2014
Het Nederlands kampioenschap tafeltennis 2014 werd gehouden in Zwolle op 1 en 2 maart 2014.
Op het programma stonden vijf onderdelen:
- Enkelspel mannen. Regerend kampioen was Casper ter Lüün.
- Enkelspel vrouwen. Regerend kampioen was Li Jiao.
- Dubbelspel mannen. Regerend kampioenen waren Jelle Bosman en Casper ter Lüün.
- Dubbelspel vrouwen. Regerend kampioenen waren Linda Creemers en Li Jiao.
- Gemengd dubbel. Regerend kampioenen waren Martijn de Vries en Nicky Zetsen.

## Medaillewinnaars
| Onderdeel        | Goud                           | Zilver                       | Brons                                                         |
| Enkelspel (m)    | Ewout Oostwouder               | Barry Wijers                 | Michel de Boer Laurens Tromer                                 |
| Enkelspel (v)    | Li Jiao                        | Li Jie                       | Britt Eerland Yana Timina                                     |
| Dubbel (m)       | Martin Khatchanov Barry Wijers | Rajko Gommers Koen Hageraats | Thomas Benit Ewout Oostwouder Michel de Boer Cosmin Stan      |
| Dubbel (v)       | Carla Nouwen Nicky Zetsen      | Rianne van Duin Ana Gogorita | Linda Creemers Britt Eerland Melissa Bours Li Nan Sun         |
| Dubbel (gemengd) | Martijn de Vries Nicky Zetsen  | Barry Wijers Carla Nouwen    | Martin Khatchanov Britt Eerland Laurens Tromer Linda Creemers |